# Голый, Игнат
Игнат Голый (годы рождения и смерти — неизвестны) — казак из медведовского куреня, один из руководителей гайдамацкого движения в 1730—1740-х годах на Правобережной Украине.
Игнат Голый организовал в верховьях реки Ингул гайдамацкий отряд, который совершал набеги на имения польской шляхты. В 1737 году И. Голый основал в Черном лесу свой лагерь («кош»), откуда высылал небольшие отряды гайдамаков для грабежа польской шляхты.
В 1741 году атаман Игнат Голый организовал рейд на Брацлавское воеводство. Вначале он решил устранить бывшего гайдамака Савву Чалого, который перешел на польскую службу. По пути Игнат Голый с небольшим отрядом окружил дом Саввы Чалого в селе Степашки, в окрестностях Немирова, и лично убил, а имущество его захватил. Затем он продолжил свой поход, разорил окрестности Тульчина и взял Звенигородку, где вырезал всех евреев. В 1743 году Игнат Голый продолжил свои набеги на польские пограничные местечки и в мае вторично разорил Звенигородку.
Гайдамацкий отряд Игната Голого действовал в окрестностях Тульчина, Немирова и Звенигородки до 1748 года. По данным чигиринского краеведа О. Найды гайдамацкий атаман Игнат Голый был похоронен при въезде в Холодноярский лес рядом с Креселецким лесничеством.
Жизнь Игната Голого послужила основой для многих литературных произведений. Яркий образ И. Голого показал в исторической драмке «Савва Чалый» украинский драматург Иван Карпович Карпенко-Карый.